# Juan de Meneses y Orellana
Juan de Meneses y Orellana (Talavera de la Reina, ? - 7 de marzo de 1494) fue un noble y religioso castellano. Era hijo de Fernán Álvarez de Meneses, 2º señor del mayorazgo de la Casa de Meneses de Talavera, y de su esposa, Marta de Orellana, de la Casa de los Orellanas de Trujillo. Cursó estudios de teología en la Universidad de Salamanca y se doctoró en la Universidad de Bolonia. En sus inicios fue canónigo de la colegiata de Santa María de Talavera de la Reina y arcediano de Guadalajara. Entre 1468 y 1494 ejerció como obispo de Zamora. Asimismo, también desempeñó los cargos de embajador en Roma y Hungría y fue oidor de la Chancillería Real, presidente de la Real Audiencia y Chancillería de Valladolid en 1478 y miembro del consejo real. Se distinguió por su amplio mecenazgo, entre los que destaca la fundación de la iglesia de San Juan Bautista de Fuentesaúco en 1491.